# Nataša Bokal
Nataša Bokal (* 9. Mai 1967 in Škofja Loka) ist eine ehemalige jugoslawisch-slowenische Skirennläuferin.

## Karriere
Bokal feierte ihren ersten internationalen Erfolg bei der Winter-Universiade 1987 in Štrbské Pleso als sie hinter Ivana Valešová die Silbermedaille gewinnen konnte. Zwei Jahre später konnte sie diesen Erfolg nochmals übertreffen und sich die Goldmedaille sichern. Ihre ersten Weltcuppunkte gewann sie am 9. Januar 1990 beim Slalom in Hinterstoder mit Platz 6. Ihren ersten Podestplatz konnte Bokal am 11. Januar 1991 beim Riesenslalom in Kranjska Gora feiern. Tags darauf gewann sie mit dem Slalom ihr einziges Weltcuprennen, sie siegte vor Monika Maierhofer und Veronika Šarec
Bei den Weltmeisterschaften 1991 in Saalbach-Hinterglemm feierte Bokal schließlich den größten Erfolg ihrer Karriere. Sie gewann im Slalom hinter Vreni Schneider die Silbermedaille.
In den darauffolgenden Jahren konnte sich Bokal in der erweiterten Weltspitze etablieren, wobei ihr der endgültige Durchbruch nie gelingen sollte. So dauerte es fast 8 Jahre, bis sie wieder ein Weltcuppodest erreichen sollte. Am 29. Dezember 1999 wurde sie beim Slalom von Lienz 2. hinter Sabine Egger.
Im Frühjahr 2002 gab sie knapp 35-jährig ihren Rücktritt vom Spitzensport bekannt.

## Erfolge

### Olympische Winterspiele
- Albertville 1992: 7. Alpine Kombination, 13. Riesenslalom, 32. Super-G, DNF Slalom
- Nagano 1998: 11. Slalom, 20. Riesenslalom
- Salt Lake City 2002: 9. Slalom

### Weltmeisterschaften
- Saalbach-Hinterglemm 1991: 2. Slalom, 12. Riesenslalom
- Sierra Nevada 1996: 10. Slalom, DNS2 Riesenslalom
- Sestriere 1997: 18. Riesenslalom, DNF Slalom
- Vail/Beaver Creek 1999: 13. Slalom, 20. Riesenslalom

### Weltcup
- 3 Podestplätze, davon ein Sieg

| Datum           | Ort           | Land        | Disziplin |
| --------------- | ------------- | ----------- | --------- |
| 12. Januar 1991 | Kranjska Gora | Jugoslawien | Slalom    |

### Europacup
- 7 Podestplätze, davon 2 Siege

| Datum           | Ort      | Land       | Disziplin |
| --------------- | -------- | ---------- | --------- |
| 24. Januar 1997 | Annaberg | Österreich | Slalom    |
| 25. Januar 1997 | Annaberg | Österreich | Slalom    |

### Nor-Am Cup
- 4 Podestplätze, davon 2 Siege

| Datum             | Ort          | Land               | Disziplin |
| ----------------- | ------------ | ------------------ | --------- |
| 27. November 1998 | Beaver Creek | Vereinigte Staaten | Slalom    |
| 28. November 1998 | Beaver Creek | Vereinigte Staaten | Slalom    |

### Universiade
- Štrbské Pleso 1987: 2. Slalom
- Sofia 1989: 1. Slalom

### Weitere Erfolge
- 7 Siege bei FIS-Rennen
- Jugoslawische Meisterin in der Abfahrt (1984, 1986)
- Jugoslawische Meister in der Alpinen Kombination (1986)
- Slowenische Meisterin im Super-G (1992)
- Slowenische Meisterin im Riesenslalom (1992)
- Slowenische Meisterin im Slalom (1997, 1998)
- Slowenische Vizemeisterin im Riesenslalom (1996)
- Slowenische Vizemeisterin im Slalom (2000, 2002)
- Bronze bei den slowenischen Meisterschaften im Slalom (1996, 1999)